# Aligot (ocell)
Els aligots o aguilots (Buteo) són un gènere d'ocells de la família dels accipítrids (Accipitridae) i l'ordre dels accipitriformes. El nom d'aligot també es fa extensiu a una sèrie d'espècies properes des del punt de vista filogenètic, o amb una certa semblança física, com ara els aligots negres del gènere Buteogallus, l'aligot de Harris del gènere Parabuteo o els aligots vespers del gènere Pernis (tots ells pertanyents a la subfamília dels buteonins).
Els membres del gènere Buteo són rapinyaires mitjans, amb cos robust i amples ales, que habiten per gran part del món, incloent algunes illes oceàniques. Manquen d'Austràlia i el sud-est asiàtic.
Als Països Catalans només es presenta amb regularitat l'aligot comú. De manera molt esporàdica també s'ha citat l'aligot calçat i l'aligot rogenc.

## Taxonomia
Segons la classificació del Congrés Ornitològic Internacional (versió 13.1, 2023), aquest gènere està format per 28 espècies:
- Aligot gris septentrional (Buteo plagiatus).
- Aligot gris meridional (Buteo nitidus).
- Aligot d'espatlles vermelles (Buteo lineatus).
- Aligot de Ridgway (Buteo ridgwayi).
- Aligot alaample (Buteo platypterus).
- Aligot gorjablanc (Buteo albigula).
- Aligot cuacurt (Buteo brachyurus).
- Aligot de Hawaii (Buteo solitarius).
- Aligot de Swainson (Buteo swainsoni).
- Aligot de les Galápagos (Buteo galapagoensis).
- Aligot cuabarrat (Buteo albonotatus).
- Aligot cua-roig (Buteo jamaicensis).
- Aligot de la Patagònia (Buteo ventralis).
- Aligot rovellat (Buteo regalis).
- Aligot calçat (Buteo lagopus).
- Aligot de Mongòlia (Buteo hemilasius).
- Aligot del Japó (Buteo japonicus).
- Aligot de l'Himàlaia (Buteo refectus).
- Aligot rogenc (Buteo rufinus).
- Aligot de Socotra (Buteo socotraensis).
- Aligot comú (Buteo buteo).
- Aligot del Cap (Buteo trizonatus).
- Aligot muntanyenc (Buteo oreophilus).
- Aligot cap-rogenc (Buteo auguralis).
- Aligot de Madagascar (Buteo brachypterus).
- Aligot augur (Buteo augur).
- Aligot pit-roig (Buteo rufofuscus).
- Aligot de Cap Verd (Buteo bannermani)

En la revisió de la seva llista mundial d'ocells (versió 12.2, juliol 2022) el COI deixà de considerar l'aligot d'Archer com a espècie de ple dret (Buteo archeri) i el dregadà al nivell de subespècie o morfo rogenc de l'aligot augur (Buteo augur archeri).
Altres obres taxonòmiques, com el Handook of the Birds of the World i la quarta versió de la BirdLife International Checklist of the birds of the world (Desembre 2019), consideren que el gènere Buteo conté 27 espècies, car consideren l'aligot de Cap Verd com una subespècie de l'aligot comú (Buteo bueo bannermani).